# Tord d'Everett
El tord d'Everett (Zoothera everetti) és un ocell de la família dels túrdids (Turdidae).

## Hàbitat i distribució
Habita els boscos de les muntanyes de Borneo, al centre i nord de Sarawak i Sabah.